# Église Saint-Théodore-le-Stratilate de Moscou
L'église Saint-Théodore-le-Stratilate (en russe : Церковь Феодора Стратилата; tserkov Fiodora Stratilata) est une église orthodoxe de Moscou. Elle est dédiée à saint Théodore le Stratilate.

## Histoire et description
De style classique, elle fut « érigée en 1806 à la demande du directeur des services de la Poste, F.P. Klioutcharev, pour servir « d'église chauffée » auprès de la tour Menchikov. Elle a été construite de 1782 à 1806, selon les plans de l'architecte I.V. Egotov. L'abside du côté Nord a été bâtie de 1860 à 1869 en l'honneur de l'icône de la Mère de Dieu « Joie inattendue ». L'église comme la tour Menchikov (église Saint-Michel-Archange, fermée en 1923) est fermée en 1930. Elles sont rendues au culte, le 17 juillet 1948, comme siège de la représentation du Patriarcat orthodoxe d'Antioche auprès du Patriarcat de Moscou.

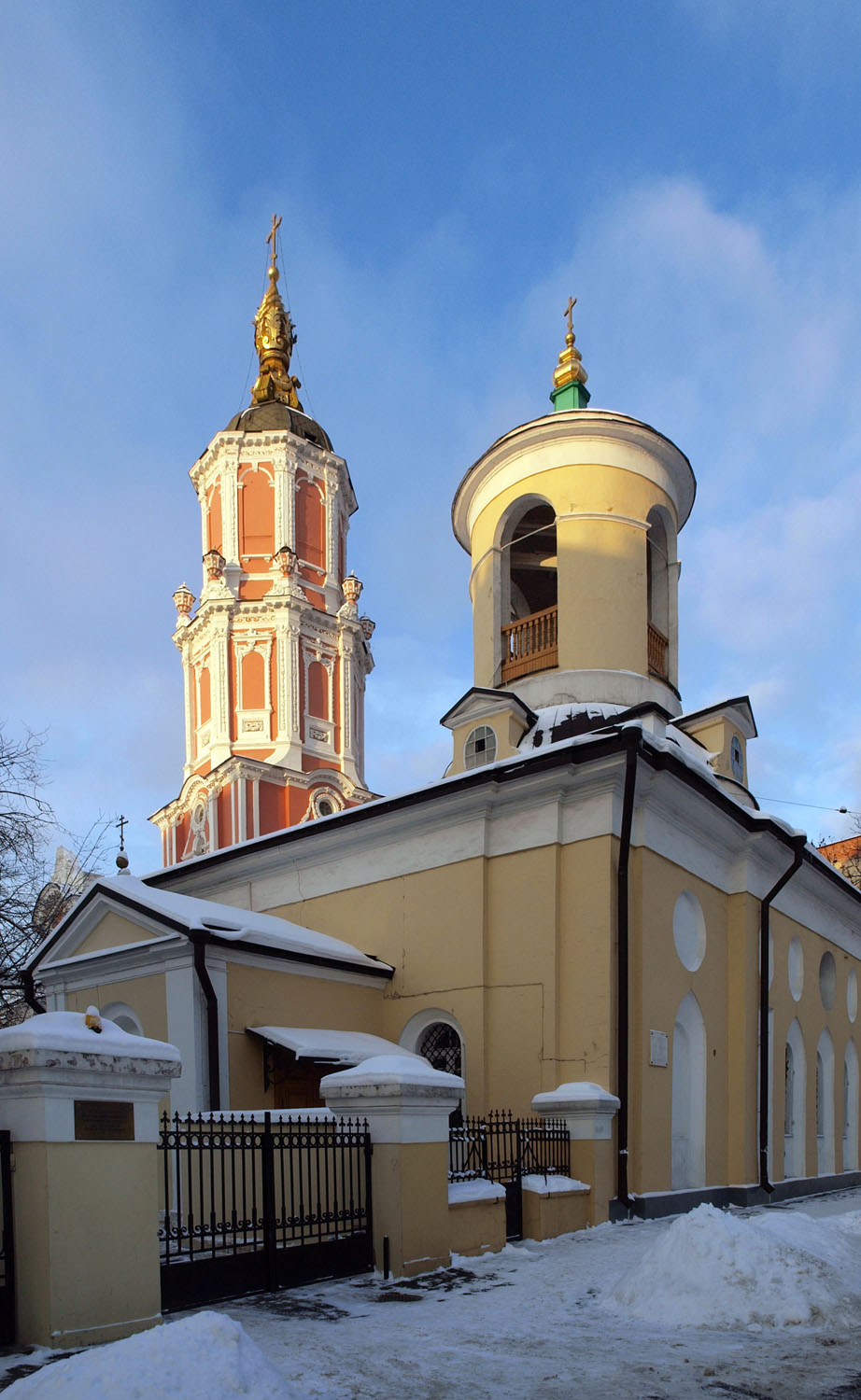
La tour Menchikov et l'église Saint-Théodore-le-Stratilate.